# Emile Sarrade

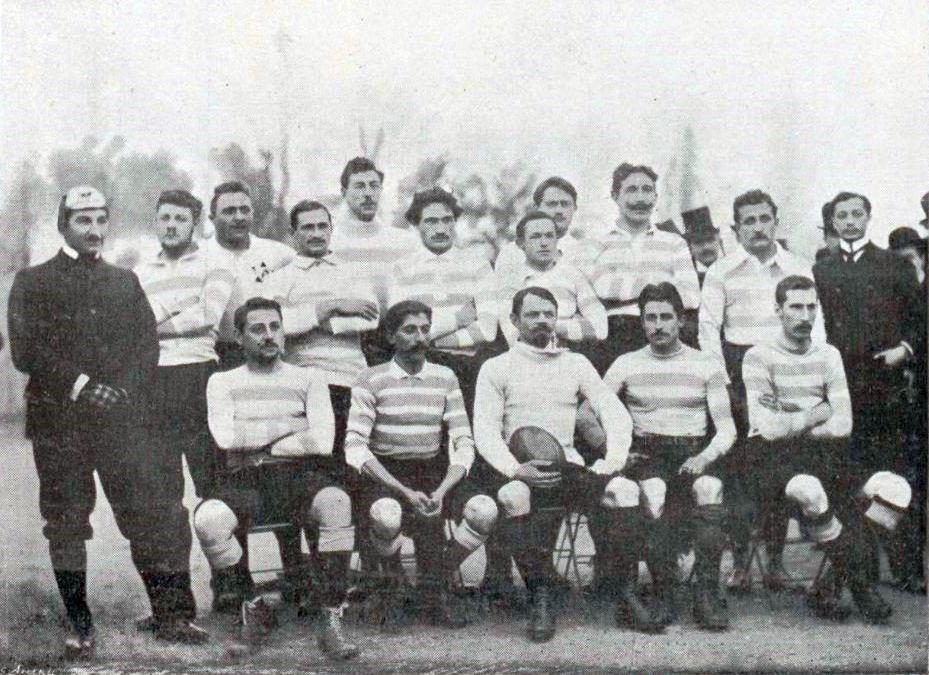

Emile Sarrade (10 de marzo de 1877 - 14 de octubre de 1953) fue un jugador francés de rugby y competidor del tira y afloja en los Juegos Olímpicos de París 1900.
Él era un miembro del equipo de la unión de rugby francés, que ganó la medalla de oro.
También participó en el tira y afloja y ganó una medalla de plata como miembro del equipo de Francia.